# Deuce Duncan
Pour plus de détails, voir Fiche technique et Distribution.
Deuce Duncan est un film américain réalisé par Thomas N. Heffron, sorti en 1918.

## Synopsis
Anne Tyson vit seule, elle est surprise un jour de voir arriver un homme qui prétend être John, son frère en prison depuis quinze ans. Il pousse Anne à fuir avec lui et elle accepte. Ne disposant que d'un cheval pour deux, John vole le cheval de Deuce Duncan, un cow-boy du ranch UR. En fait John a rejoint un groupe de voleurs de bétail, dirigé par Steve Clement. Deuce, pour trouver qui sont les voleurs, graisse le bétail. Alors qu'il rend visite à Anne après l'avoir sauvée des hommes du saloon où elle a trouvé du travail, Deuce découvre de la graisse sur les vêtements de John. Mais à cause du plaidoyer d'Anne, Deuce le laisse partir. Un peu plus tard, les voleurs de bétail sont arrêtés par le shérif, et là encore Duncan fait libérer John. Toutefois John avoue à Anne qu'il n'est pas son frère, mais qu'il a pris sa place lors de son évasion. Deuce arrive juste à temps pour sauver Anne.

## Fiche technique
- Titre original : Deuce Duncan
- Réalisation : Thomas N. Heffron
- Scénario : George Hively
- Photographie : C.H. Wales
- Société de production : Triangle Film Corporation
- Société de distribution : Triangle Distributing Corporation
- Pays de production :  États-Unis
- Langue originale : anglais
- Format : noir et blanc — 35 mm — 1,37:1 — Film muet
- Genre : Western
- Durée : 50 minutes (5 bobines)
- Date de sortie :
- États-Unis : 24 novembre 1918
- Licence : Domaine public

## Distribution
- William Desmond : Deuce Duncan
- Louella Maxam : Anne Tyson
- Ed Brady : John
- George Field : Pedro Estavan
- William Ellingford : Brant
- Joseph Singleton : le shérif